# Srednjovjekovno groblje u Udovičiću
Srednjovjekovno groblje nalazi se u Udovičiću, općina Otok.

## Opis
Arheološko nalazište srednjovjekovno groblje u selu Udovičić nalazi se zapadno od zaselka Džaje uz istočnu stranu ceste koja povezuje Otok i Trilj, na položaju Grebčine, nedaleko Bilokapića gradine. Istraženo je 26 grobova od kojih je dio bez grobne konstrukcije ukopan direktno u zemlju, a drugi su bili obzidani i prekriveni kamenim pločama. Istražen je samo manji SZ dio većeg srednjovjekovnog groblja. S obzirom na nalaze (željezni nož, brončana vitica i brončani prsten s umetkom od staklene paste) istraženi grobovi pripadaju kasnosrednjovjekovnom razdoblju. Nalazi su pohranjeni u Muzeju Cetinske krajine u Sinju.

## Zaštita
Pod oznakom Z-5035 zavedeno je kao nepokretno kulturno dobro - pojedinačno, pravna statusa zaštićena kulturnog dobra, klasificirano kao "arheološka baština".